# 安達·尼維斯
安達·尼維斯·麥基達（Aender Naves Mesquita，1983年2月12日—），生於巴西巴拉杜加薩斯，巴西裔香港足球運動員，司職防守中場，現時效力於香港甲組聯賽球會中西區。

## 球員生涯
安達生於巴西巴拉杜加薩斯，在2011年10月加盟深水埗，為加深球迷對他的名字，球隊把他譯名為龍珠主角的名稱「比達」。2012年4月，深水埗護級失敗，安達不獲續約。
結果他在2012年6月轉投甲組球隊和富大埔。2013年1月，安達被球迷於網上投票選出入選出戰蛇年賀歲盃的香港聯賽選手隊。2013年5月4日，由和富大埔對橫濱FC香港的港甲護級戰，直至補時階段，安達在禁區外施射得手至2–1，以為可以逃出生天，怎知橫濱FC香港卻於完場前一刻由福田健二頂入，就憑2–2的戰果，將和富大埔踢落乙組，球隊護級失敗，不過安達並沒有隨隊降至乙組。
2013年6月，安達獲多間甲組球會提出斟介，經考慮後決定轉會應屆聯賽盟主南華，但由於與球隊踢法不合，全季只踢了一場正式比賽，就在2014年1月被外借到標準流浪，表演依然未如理想，但協助後者護級。之後安達又試過到馬來西亞尋找機會，在吉打上陣一場後回港。2014年7月，和富大埔在香港乙組足球聯賽中以冠軍身分重返香港超級聯賽，和富大埔重召安達歸來並以護級為球隊的目標，但球隊再次護級失敗，安達並沒有隨隊降至甲組。
2015年8月，安達加盟黃大仙，並改造成中堅。2016年2月6日，安達在對元朗的足總盃首圈被隊友張景驊出迎時誤以膝部撞中，令他即時倒地，一度失去知覺。最終他在留院觀察後已無大礙。下半季，安達多次為黃大仙搶分，包括在2月28日為球隊在89分鐘頭槌絕殺冠忠南區，再於3月12日協助球隊以1–1逼和勁旅南華。
完季後，安達轉會到甲組球會東區。2019年5月10日，安達正式獲得香港特區護照及身分證。 2019年8月14日，安達以本地球員身份加盟港超球會標準流浪。他更在11月30日作客佳聯元朗的護級大戰中，憑兩記罰球為球隊扳平4–4，職業生涯首度在單場賽事中梅開二度。
和富大埔在2021年在甲組作戰時，安達以本地球員身份回歸球會，並協助球隊取得甲組聯賽盃冠軍，並隨隊升上港超聯。2022年12月7日，安達因個人原因提出離隊，最終雙方達成共識下提前解約離隊。
2023年1月，安達加盟香港甲組聯賽球會中西區。

## 家庭生活
安達在香港業餘足球訓練總會教波做兼職，他視前和富大埔隊友李樹烊為恩人，現在安達一家人居住的地方都是李樹烊找來的。

## 榮譽
和富大埔
- 香港高級組銀牌（2012–13季度）

個人
- 香港足球明星選舉 最佳十一人（2011–12、2012–13季度）
- 香港高級組銀牌 最有價值球員（2012–13季度）

## 外部連結
- HKFA （页面存档备份，存于）